# Специјалне јединице Србије
Постоји неколико специјалних илити елитних јединица у Републици Србији, било да су под огранцима Војске Србије (ВС) или Министарства унутрашњих послова (МУП).
У Србији су тренутно на снази пет специјалних јединица, а оне су представљене у табели испод.
У оквиру организацијских промена из 2006. године, 72. специјална бригада и 63. падобранска бригада сведене су на ранг батаљона и ушле су у састав новоформиране Специјалне бригаде. Првобитни ранг бригаде и статус јединице враћени су одлуком председника Републике Србије од 21. децембра 2019. године, на основу које су формиране 72. бригада за специјалне операције и 63. падобранска бригада, као јединице непосредно потчињене начелнику Генералштаба Војске Србије.
| Јединица | Амблем | Огранак |
| --- | ------ | ------- |
| Специјална антитерористичка јединица (САЈ)                                                                                   |        | МУП     |
| Жандармерија |        | МУП     |
| 72. бригада за специјалне операције - Батаљон за специјалне операције „Грифони” - Батаљон за специјалне операције „Соколови” |        | ВС      |
| 63. падобранска бригада |        | ВС      |
| Одред војне полиције „Кобре”                                                                                                 |        | ВС      |

Бивше јединице
- Специјална бригада Војске Србије, расформирана;
- Противтерористичка јединица МУП-а, ушла у састав САЈ-а;
- Јединица за специјалне операције СДБ/МУП, распуштена;